# Archéa
Pour les archées, micro-organismes unicellulaires procaryotes, voir Archaea.
Pour le bancassureur, voir Arkéa.
Archéa, Archéologie en pays de France est un musée labellisé Musée de France, consacré à l'archéologie dans le pays de France, situé à Louvres à l'est du Val-d'Oise.
Il a pour objet la mise en valeur du patrimoine archéologique du pays de France et particulièrement de l'est du Val-d'Oise. Un bâtiment contemporain abritant l'ensemble des collections du musée est ouvert depuis le 10 septembre 2010. Il a pour objectif par ailleurs la valorisation du site archéologique d'Orville et du patrimoine céramique de la vallée de l'Ysieux. Autrefois appelé Musée intercommunal d'histoire et d'archéologie, c'est un service de la Communauté d'agglomération Roissy Pays de France.

## Historique du musée

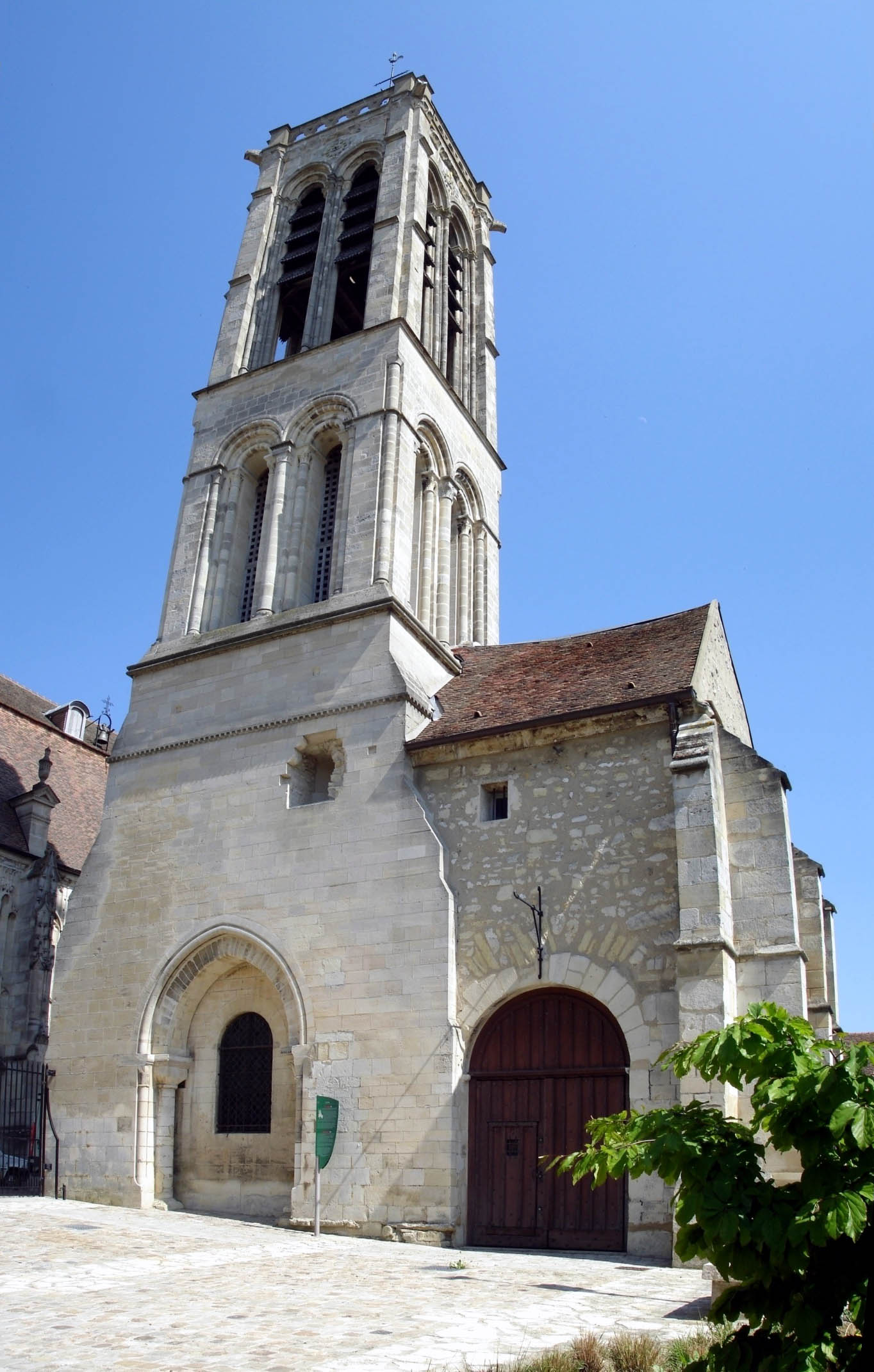
La tour Saint-Rieul qui accueillait le musée jusqu'en 2010.

Le musée est à l'origine un musée associatif, fondé à la fin des années 1970 par le Groupe de recherche historique et archéologique de Louvres-en-Parisis (GRHALP). À la suite de fouilles archéologiques menées dans la Tour Saint-Rieul et dans le square attenant, un ancien cimetière est mis au jour, dont les tombes les plus anciennes remontent à l'époque mérovingienne. Cinq tombes aristocratiques sont découvertes, dotées d'un mobilier riche : bijoux, vaisselles et armes. Le musée devient alors municipal et fait l'objet d'un premier aménagement muséographique.
En 2001, le musée est transféré à la Communauté de communes qui envisage l'extension du musée actuel puis la construction d'un nouveau bâtiment. Peu de temps après, l'objet du musée est élargi à la mise en valeur de l'ensemble du patrimoine archéologique du territoire de Roissy Porte de France. L'accent est particulièrement mis sur les sites d'Orville et de la vallée de l'Ysieux. Un nouveau Projet scientifique et culturel (PSC) incluant ces modifications est adopté en 2008.

## Le nouveau musée
Après appel d'offres, le projet architectural retenu est celui du cabinet d'architectes Bapst & Pantz devenu depuis Bruno Pantz Architecte (enseignant à l'École d'architecture Paris-Val-de-Seine). Les travaux commencé en juillet 2008 s'achèvent en 2010. Le bâtiment comprend une salle d'introduction sur le pays de France, une salle d'exposition permanente, une salle d'exposition temporaire, un auditorium, une salle d'animation pédagogique ainsi qu'un centre de documentation. Un peu plus de 700 objets sont présentés au sein du parcours muséographique issus de 87 sites archéologiques découverts sur le territoire. Le parcours est chronologique allant du Paléolithique jusqu'au XVIIIe siècle et il est doublé d'une approche thématique.

## Les collections

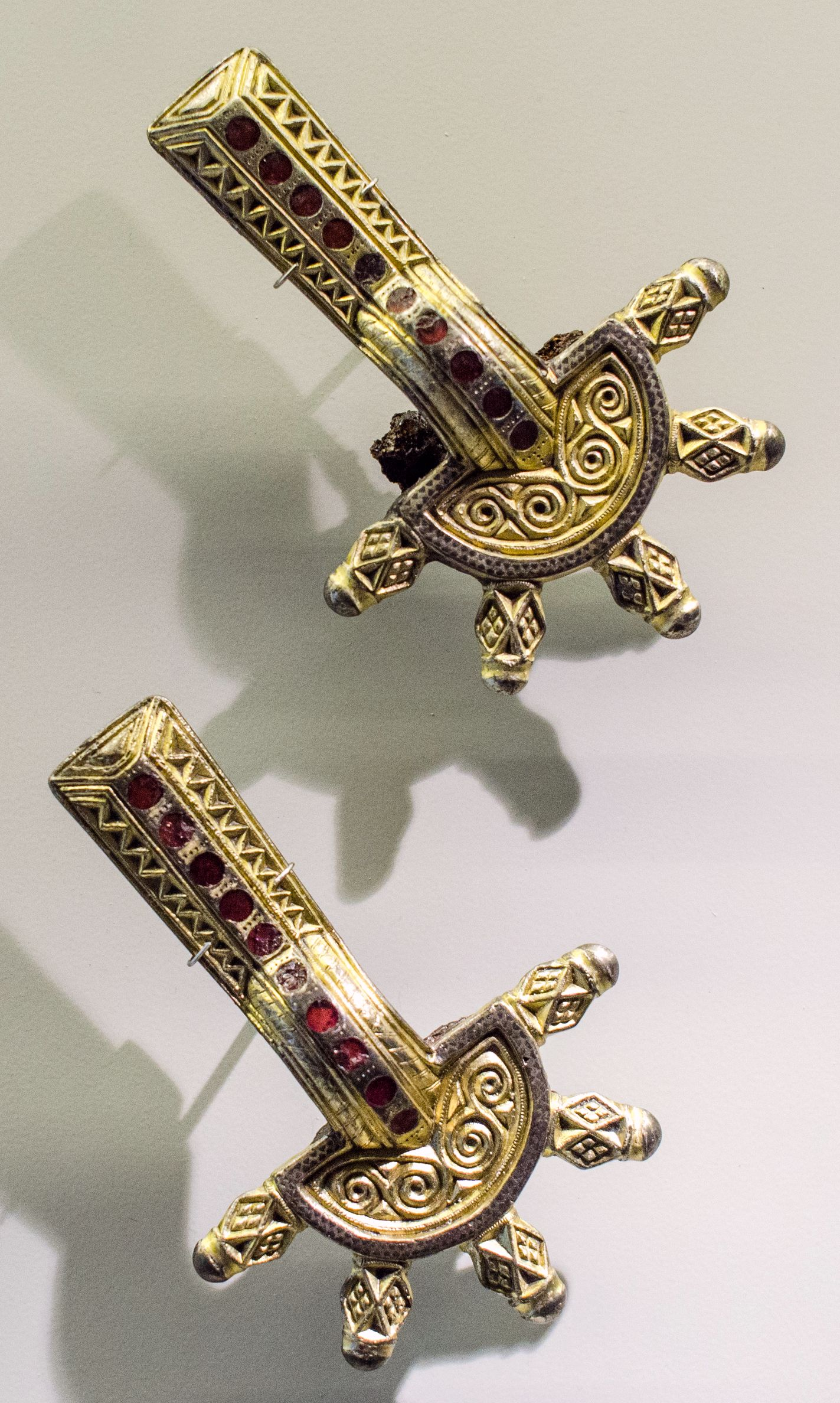
Fibules ansées digitées. Tombes mérovingiennes de Saint-Rieul, Louvres, fin du Ve-début du VIe siècle.

Elles sont constituées du mobilier découvert lors des fouilles archéologiques programmées mais surtout préventives qui se sont déroulées sur le territoire de la communauté d'agglomération Roissy Pays de France. Sont réunis, entre autres, le mobilier issu des fouilles des sites suivants : 
- le château d'Orville ;
- le château de Roissy-en-France et différents sites mis au jour lors des aménagements dans la commune ;
- les sites découverts lors des travaux de la Francilienne ;
- une partie des sites découverts lors de la construction de l'Aéroport Paris-Charles-de-Gaulle.

Les collections sont issues aussi d'associations d'archéologie locale qui ont effectué des fouilles dans le pays de France :
- les collections issues du GRHALP : principalement issues des fouilles du site de Saint-Rieul, collections à l'origine du musée ;
- les collections données par l'association Jeunesses préhistoriques et géologiques de France (JPGF) : elles sont issues de fouilles effectuées dans tout le pays de France entre la fin des années 1960 et les années 1980. Elle couvrent des périodes allant du Néolithique au Moyen Âge.

Enfin, des collections sont déposées au musée :
- les céramiques de la vallée de l'Ysieux, propriété du Musée des civilisations de l'Europe et de la Méditerranée (MUCEM)

## Les autres sites mis en valeur par Archéa

### Site archéologique d'Orville

#### Historique du site
Les plus anciennes traces d'occupation du site remonte au VIIe siècle : il s'agit d'un regroupement d'habitations et d'exploitations agricoles et artisanales sous la forme de bâtiments en bois et torchis. Le site, situé au niveau de l'actuelle Francilienne, est occupé jusqu'au Xe siècle. En 1385, Charles VI donne au seigneur d’Orville l’autorisation « de fortifier de murs et de fossés sa maison d’Orville », sur le site actuel du château. En 1437, au cours de la Guerre de Cent Ans, le château est pris par les troupes anglaises, puis repris par les Français et aussitôt détruit en 1438.

#### Les fouilles archéologiques
Le site du château d'Orville a toujours été connu. Il fait l'objet de sondages dans les années 1970 sous la houlette de l'association locale du GRHALP au niveau des caves de l'ancien château. À l'occasion de l'aménagement de la Francilienne, les fouilles archéologiques préventives permettent de découvrir en 1996 le site du village carolingien. En 1999-2000, de nouvelles fouilles préventives effectuées sous la direction de François Gentili (INRAP)  touchent cette fois-ci le site du château. Des fouilles programmées triennales, menées par la même équipe, sont engagées à partir de 2001 dans l'objectif de mettre au jour l'ensemble du site du château médiéval.
En parallèle de ces fouilles, des travaux d'archéologie expérimentale sont engagés sur le site afin de reproduire différentes techniques anciennes. Des constructions en bois et torchis sont réalisés sur le site selon les méthodes et moyens utilisés à l'époque carolingienne. Est ainsi réalisée une cabane abritant un atelier de tissage à l'endroit même où a été découvert un bâtiment de taille similaire. Un grenier surélevé est par ailleurs construit selon les traces retrouvées d'un bâtiment situé dans l'ancien village du Haut Moyen Âge. Enfin, des expérimentations sont réalisées en métallurgie, par la fabrication de fours culinaires, ou de fours à plâtre.

### Le patrimoine céramique de la vallée de l'Ysieux

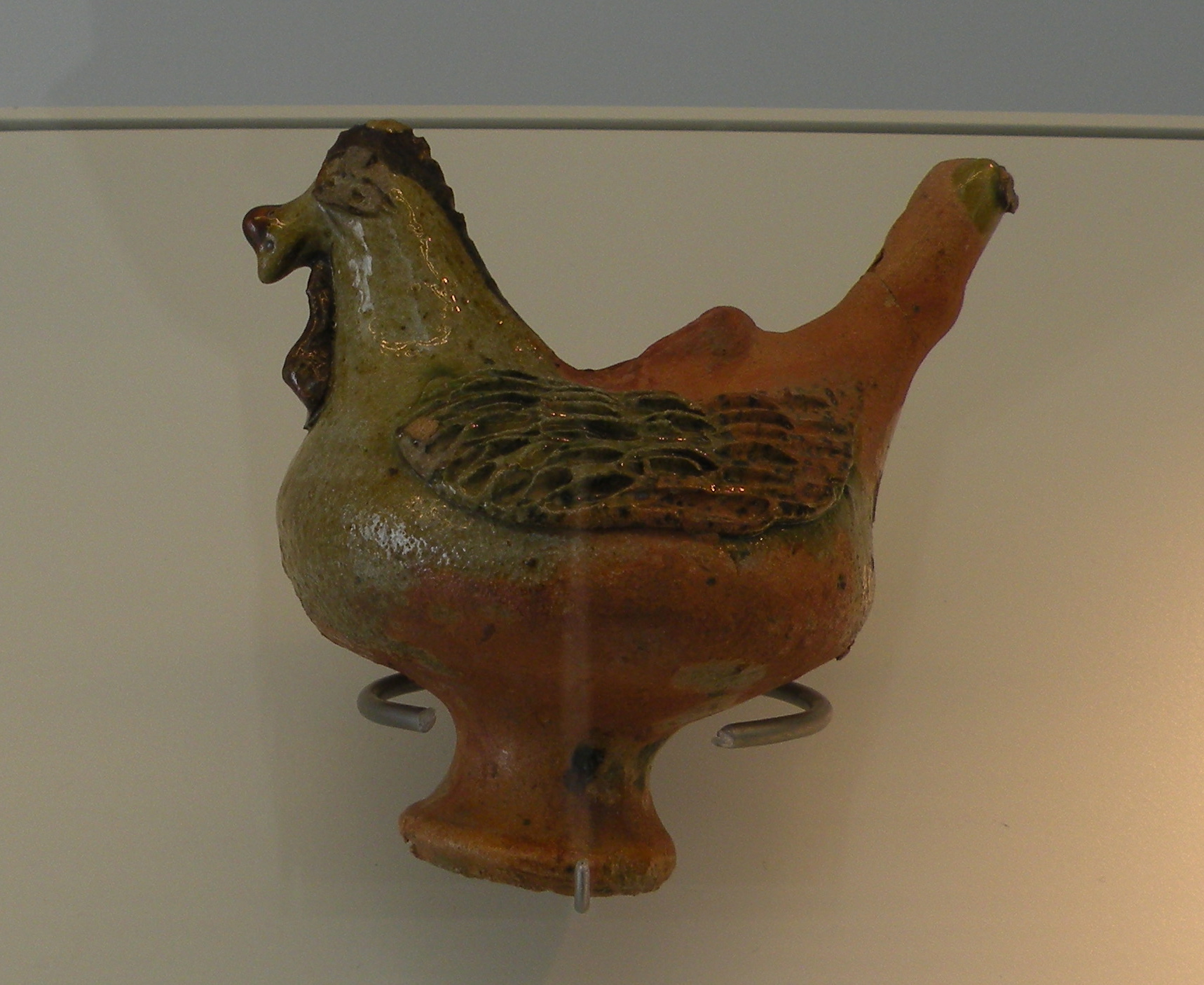
Sifflet en céramique trouvé à Fosses.

Lors de fouilles archéologiques préventives réalisées à l'occasion de constructions de lotissements, de nombreux sites de production potière ont été découverts par l'association d'archéologie locale Jeunesses préhistoriques et géologiques de France (JPGF) et sous l'égide du Musée national des arts et traditions populaires au cours des années 1990. Cette activité artisanale a sans doute duré sur une période de 1000 ans, du VIIIe siècle au XVIIIe siècle, dans la vallée de l'Ysieux. À proximité de l'un des plus grands sites de production (découverte d'une centaine d'ateliers) au village de Fosses, un projet de centre d'interprétation de ce patrimoine est prévu à terme et des animations sont régulièrement organisées sur place par ARCHÉA.

## Politique culturelle
Le musée est ouvert toute l'année, ainsi que le site archéologique d'Orville à la belle saison. Une exposition temporaire par an y est proposée. Des manifestations s'y déroulent régulièrement : visites animées, ateliers pédagogiques, animations pour enfants (ateliers "Jeunes Archéos"), visites de sites patrimoniaux du territoire, ainsi qu'à l'occasion des Journées européennes du patrimoine, de la Nuit européenne des musées, des Journées nationales de l'archéologie ou de la Fête de la science.

## Fréquentation
| Année | Entrées gratuites | Entrées payantes | Total |
| ----- | ----------------- | ---------------- | ----- |
| 2008  | 1610              | 40               | 1650  |
| 2009  | 2183              | 79               | 2262  |
| 2010  | 2615              | 1329             | 3944  |
| 2011  | 4432              | 6865             | 11297 |
| 2012  | 3124              | 6318             | 9442  |
| 2013  | 2504              | 6534             | 9038  |
| 2014  | 3216              | 5834             | 9050  |
| 2015  | 3894              | 7384             | 11278 |
| 2016  | 4744              | 7986             | 12730 |
| 2017  | 4112              | 6590             | 10702 |

## Référence
1. ↑  Chiffres clés 2011, Comité départemental du tourisme et des loisirs du Val-d'Oise (lire en ligne), p. 11
2. ↑  « Le projet scientifique et culturel d'un musée de France », sur www.culture.gouv.fr, 4 mai 2020 (consulté le 21 juin 2024)
3. ↑  [PDF] Brochure de présentation d'Archéa
4. 1 2 3  « Le site du château d'Orville », sur Archéa
5. ↑  Site de la JPGF
6. ↑  « Fosses - vallée de l'Ysieux », sur Archéa-pays de France (consulté le 18 janvier 2010)
7. ↑  « Fréquentation des Musées de France », sur data.culture.gouv.fr (consulté le 10 mai 2020)